# Čichalov
Čichalov è un comune della Repubblica Ceca facente parte del distretto di Karlovy Vary, nella regione omonima. I villaggi di Kovářov, Mokrá e Štoutov sono parti amministrative di Čichalov.